# رافائل دا سیلوا فرانسیسکو
رافائل دا سیلوا فرانسیسکو (به پرتغالی: Rafael da Silva Francisco) هافبک اهل برزیل است که در شهر کورولوس و در تاریخ ۴ اوت ۱۹۸۳ به دنیا آمده‌است.
رافائل دا سیلوا فرانسیسکو در تیم‌های فوتبال Portuguesa سابقهٔ حضور دارد.